# Pseudochromis leucorhynchus
Pseudochromis leucorhynchus är en fiskart som beskrevs av Lubbock, 1977. Pseudochromis leucorhynchus ingår i släktet Pseudochromis och familjen Pseudochromidae. Inga underarter finns listade i Catalogue of Life.